# Беннетт, Альфред Уильям
Альфред Уильям Беннетт (24 июня 1833 — 23 января 1902) — британский ботаник и издатель. Известен прежде всего изучением флоры Швейцарских Альп, исследованиями криптогам, истодовых, а также его работой в издательском деле.

## Молодость
Альфред Уильям Беннетт был сыном квакеров: Уильяма Беннетта (1804—1873), успешного дилера чая, ботаника-любителя, заводчика эму, и Элизабет (Трастед) Беннетт (1798—1891), автора книг «Религиозного общества Друзей». Уильям Беннетт переписывался с биологом Чарльзом Дарвином, хотя сам и не принимал его теории относительно эволюционной биологии. Альфред Беннетт, сторонник эволюции в отличие от его отца, позже начал свою собственную переписку с Дарвиным.
Уильям Беннетт проявлял большой интерес к образованию своих детей, которые обучались дома. Под влиянием теории элементарного природосообразного воспитания и обучения педагога-гуманиста Иоганна Песталоцци, Уильям Беннетт зимой 1841—1842 гг., едет Швейцарию для того, чтобы его дети могли учиться в школе Песталоцци в Аппенцеле. Именно во время этой поездки Альфред Беннетт выучил немецкий язык, знание которого поможет ему в будущих исследованиях Альпийской флоры.
Уильям Беннетт создал обстановку для его детей, способствующую изучению ими естественных наук. В 1851—1854 гг., он брал Альфреда и его брата Эдварда Трастеда Беннетта (1831—1908) в несколько пеших походов по Уэльсу и западу Англии, где мальчики изучали британскую флору и делали заметки по их наблюдению; отец также представил их энтомологам и друзьям семьи Эдуарду Ньюману, Генри Даблдэю и Эдварду Даблдэю.

## Образование и издательская деятельность
Альфред Беннетт учился в университетском колледже Лондона, где он получил степень бакалавра с отличием по химии и ботанике в 1853 году, магистра по биологии в 1855 году и бакалавра наук по биологии в 1868 году. В 1858 году женился на Катрин Ричардсон (1835—1892) и занялся издательским бизнесом в Лондоне на ул. Бишопсгейт 5 (бизнес принадлежал Чарльзу Гилпину, а позднее Уильяму и Фредерику Г. Кешам). На протяжении следующих 10 лет был издателем, в том числе редактором и издателем еженедельника The Friend общества Друзей.
Он был одним из первых издателей, который использовал фотографические иллюстрации; был первым помощником редактора журнала Nature, издававшегося с 1869 года. Кроме того, он продолжал быть редактором Journal of the Royal Microscopical Society, главного издания Королевского микроскопного общества, где он был не только действительным членом, но и три срока в качестве вице-президента.

## Ботаническая карьера
В 1871—1873 гг. Беннетт написал ряд работ по опылению растений, которые привлекли внимание Чарльза Дарвина, который отметил его усилия. В частности, Беннетт уточнил, многие процессы в цветочном опылении и установил основную терминологии для его описания, установил, как структура цветка может способствовать перекрестному опылению. Беннетт в это время описывал истодовые, и подготовил опись этого семейства, для публикации 1874 года Flora Brasiliensis и работы Д. Д. Гукера 1872 года Flora of British India. Пеший поход 1875 года в Швейцарии, восстановил интерес Беннетта природе швейцарских Альп был также после нахождения 200 разновидностей цветковых растений, которых он не видел здесь прежде. Это привело к его переводу (Alpine plants painted from nature) работы Йозефа Зебота Alpenpflanzen nach der Natur gemalt as Alpine Plants (1879—1884) и Tourists' Guide to the Flora of the Austrian Alps австрийского учёного Карла Вильгельма фон Далла Торре (1882, 1886), а также Альфред Беннетт опубликовал собственную работу Flora of the Alps (1897). Затем, в течение двух десятилетий работал, как ботаник, с описаниями криптогам (тайнобрачных), в особенности пресноводных водорослей. В 1889 году в соавторстве с Джорджем Робертом Милном Марри опубликовал справочник по ботанике тайнобрачных. В некрологе опубликованном в Journal of the Royal Microscopical Society эта работа названа его самым ценным оригинальным произведением. Беннетт в течение многих лет был лектором в области ботаники в лондонской клинике St Thomas' Hospital и университете Bedford College.

## Высшее образование для женщин
После завершения издательской деятельности, в 1868 году, он и его жена открыли свой дом в Park Village East, Regent’s Park, для ряда женщин приехавших в Лондон для учёбы. С этого времени у Альфред Беннетт проявлял большой большой интерес к проблеме женского образования в Лондоне. Он вложил значительный вклад в решение этой проблемы. 15 мая 1878 совет Лондонского университета, получил обращение, подписанное 1960 женщинами, с просьбой к университету о возможности получения степеней женщинами. Беннетт был одним из докладчиков, указанных в The Times, в дебатах обсуждения этого вопроса. Через десятилетие после этого события Лондонский университет стал присуждать степени и женщинам.

## Смерть
Альфред Уильям Беннетт внезапно умер от сердечного приступа, в районе Oxford Circus, когда ехал на омнибусе к себе домой в Park Village East, Regent’s Park. Беннетт — пожизненный квакер, похоронен на кладбище квакеров в Айлворт вместе с женой Кэтрин. Пара была бездетна.

## Наиболее известные работы
- Review of the Genus Hydrolea (1870)
- On the Medicinal Products of the Indian Simarubeae and Burseraceae (1875)
- Review of the British Species and Subspecies of Polygala (1877)
- On the Structure and the Affinities of Characeae (1878)
- Conspectus Polygalarum Europaearum (1878)
- Polygalae americanae novae vel parum cognitae (1878)
- Reproduction of the Zygnemaceae (1884)
- Freshwater Algae (1887)
- A Handbook of Cryptogamic Botany (1889)
- The Flora of the Alps (1897)